# Otto Schröder (Philologe)
Otto Schroeder (* 14. Juli 1851 in Halenbeck; † 28. Januar 1937 in Berlin) war ein deutscher Klassischer Philologe und Gymnasiallehrer. Er trat besonders durch Arbeiten zur griechischen (und römischen) Dichtung und Verslehre hervor.

## Leben

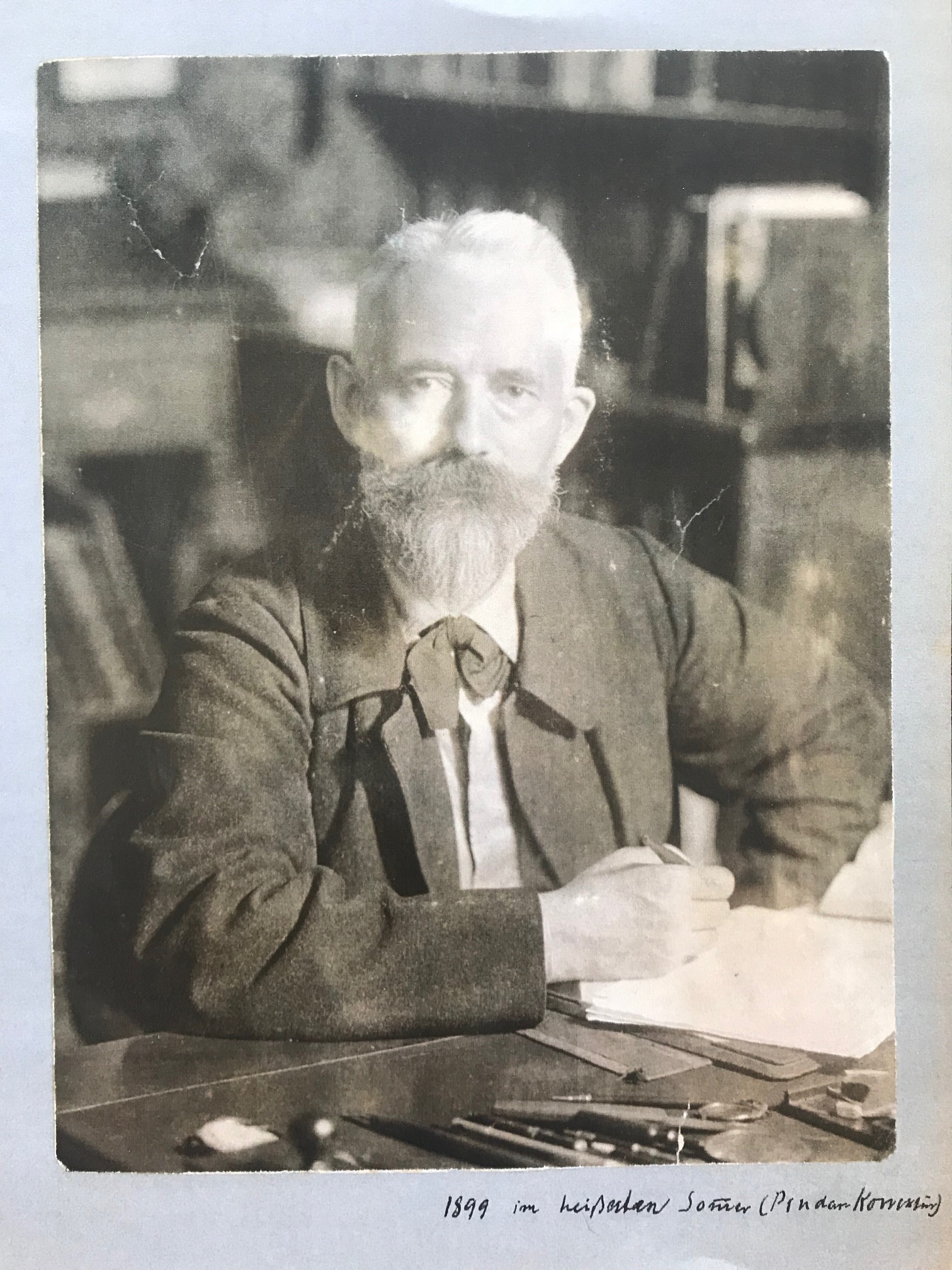
Porträt von Otto Schroeder "1899 im heißesten Sommer (Pindar-Korrektur)"

Otto Karl Schroeder war der Sohn von Carl Friedrich Schroeder (1807–1873) und Pauline geb. Fredenhagen (1821–1910). Seine Kindheit verbrachte er auf dem Gut Halenbeck in der Prignitz, das sein Vater seit 1838 besaß, sowie ab 1857 in Stuthof bei Lippehne in der Neumark. Ab 1860 besuchte er das Gymnasium in Landsberg an der Warthe, ab Michaelis 1864 in Guben, wohin seine Eltern gezogen waren. Das Gubener Gymnasium nahm zu dieser Zeit unter dem Direktor Aemilius Wagler einen bemerkenswerten Aufschwung. Am 12. März 1869 legte Schroeder die Reifeprüfung ab und ging an die Universität Jena, wo er Klassische Philologie, Germanistik und Geschichte studierte.
Beim Ausbruch des Deutsch-Französischen Kriegs unterbrach Schroeder sein Studium. Noch am Tag der Kriegserklärung Frankreichs meldete er sich als Einjährig-Freiwilliger. Er war zunächst in Spandau stationiert und wurde dann an die Front abkommandiert. Er nahm an der Belagerung von Metz und an der Schlacht von Orléans teil. Nach Kriegsende war er bis zum Ende seiner Dienstzeit in Frankfurt (Oder) stationiert. 1871 erhielt er für seine Teilnahme am Frankreichfeldzug die Kriegsdenkmünze.
Nach Kriegsende setzte Schroeder sein Studium an den Universitäten zu Leipzig und Berlin fort; in Berlin beeinflusste ihn besonders Moriz Haupt, der als Spezialist für griechische und altdeutsche Dichtung Schroeder für seine Forschungsschwerpunkte begeisterte. Am 27. Oktober 1874 legte Schroeder in Berlin die Lehramtsprüfung ab. Er erhielt die Lehrbefähigung im Fach Deutsch für alle Klassen, in Latein und Griechisch zunächst nur bis zur Oberstufe II (Sekunda), in Geschichte nur bis zur Quarta. Das Probejahr absolvierte er vom Oktober 1874 bis Oktober 1875 am Gymnasium und Realgymnasium in Minden (Westfalen), wo er bereits seit April 1874 als etatmäßiger Hilfslehrer gearbeitet hatte.
Zum 1. Oktober 1875 kehrte Schroeder nach Berlin zurück, wo er mit einer kurzen Unterbrechung (1910–1912) bis an sein Lebensende tätig war. Er arbeitete lange Zeit am Joachimsthalschen Gymnasium, zunächst als provisorischer Adjunkt, ab April 1876 als fest angestellter Adjunkt. Neben dem Schuldienst nahm er an Offizierslehrgängen teil: 1877 wurde er zum Sekondeleutnant der Reserve ernannt, 1882 zum Sekondeleutnant der Landwehr (mit Auszeichnung 1883). 1884 quittierte er den Dienst. 1897 erhielt er die Kaiser-Wilhelm-I.-Erinnerungsmedaille.

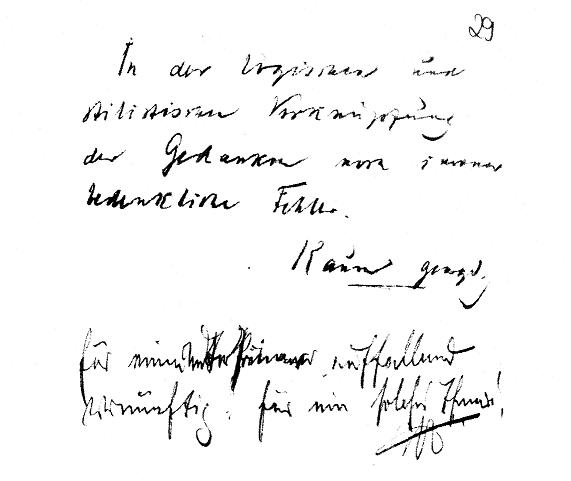
Einer der Siegesallee-Aufsätze: Kaum genügend (Schroeder) und auffallend vernünftig (Wilhelm II.)

Auch die wissenschaftliche Arbeit nahm Schroeder neben der Schule wieder auf, wobei er gleichzeitig seine Qualifikation verbesserte. Am 29. Oktober 1878 bestand er eine Ergänzungsprüfung in den Fächern Latein und Griechisch, die er fortan bis zur höchsten Klassenstufe lehrte. Im selben Jahr erschien seine erste wissenschaftliche Arbeit im Programm des Joachimsthalschen Gymnasiums. Am 7. Februar 1880 wurde er in Jena zum Dr. phil. promoviert. Seine Dissertation über das Hildebrandslied erschien in der Festschrift des Joachimsthalschen Gymnasiums im selben Jahr.
Am 1. April 1881 wurde Schroeder zum Oberlehrer ernannt, fünfeinhalb Jahre später zum Gymnasialprofessor (charakterisiert am 14. September 1886). Als Lehrer fiel er durch originelle Einfälle auf. Das wohl bekannteste Beispiel ist das Aufsatzthema „Die Beinstellung der Denkmäler in der Siegesallee“, das er 1901 der Oberprima im Fach Geschichte stellte; die Schüler sollten von der Beinstellung der steinernen Herrscher auf ihren Charakter schließen. Vier dieser Aufsätze gelangten zum Kaiser Wilhelm II., der sie mit großer Anteilnahme durchlas und mit Anmerkungen versah; sein Urteil wich dabei von dem des Lehrers erheblich ab. Die Aufsätze gelangten erst 1960 an die Öffentlichkeit.
Schroeder lebte seit den 1880er Jahren ganz seiner Lehr- und Forschungstätigkeit. Er verkehrte dabei mit zahlreichen Gelehrten, denn in Berlin war zu dieser Zeit das größte Zentrum der Altertumswissenschaft in Deutschland. Ein besonders vertrautes Verhältnis entwickelte er zu dem dänischen Philologen Johan Ludvig Heiberg, dessen Schwiegersohn er schließlich wurde: Am 29. September 1901 heiratete er dessen Tochter Cathrine (* 1880). Das Paar hatte vier Kinder: Hedda Paula Cathrine (* 1902), Diedrich Otto (* 1903), Ulrich Johann Otto (* 1905) und Hans Oluf (* 1907).
Schroeders über 30-jährige Tätigkeit am Joachimsthalschen Gymnasium endete 1910, als er eine Direktorenstelle außerhalb erhielt: Zum 1. August 1910 wurde er zum Direktor des Domgymnasiums Naumburg ernannt. Aber schon zum 1. Oktober 1912 kehrte Schroeder nach Berlin zurück, wo er zum Direktor des Kaiserin-Augusta-Gymnasiums in Charlottenburg ernannt wurde. Zum 1. April 1921 trat er im Alter von 69 Jahren in den Ruhestand.
Die letzten Lebensjahre widmete Schroeder ganz seiner wissenschaftlichen Arbeit. Von 1913 bis 1923 war er Herausgeber des Sokrates. Zeitschrift für das Gymnasialwesen. Er gehörte der griechischen Lesegesellschaft Graeca an, an deren Sitzungen er zuletzt 1932 teilnahm.
Schroeder starb am 28. Januar 1937 im Alter von 85 Jahren und wurde im Krematorium Wilmersdorf am 2. Februar 1937 in aller Stille eingeäschert. Sein Grab befindet sich auf dem Südwestkirchhof Stahnsdorf.

## Wissenschaftliches Werk
Wie viele Gymnasiallehrer seiner Zeit war Schroeder zeitlebens wissenschaftlich tätig. Dazu fand er in Berlin, einem Zentrum der Altertumswissenschaft, ein sehr günstiges Umfeld mit gut ausgestatteten Bibliotheken und vielen Fachkollegen. Seine Forschung war den griechischen, römischen und deutschen Dichtern gewidmet. Den Schwerpunkt legte er dabei auf die Dichter, deren Metrik besondere Herausforderungen bot: den Lyriker Pindar, die attischen Tragiker Aischylos, Sophokles und Euripides, den Komödiendichter Aristophanes und den römischen Dichter Horaz.
In literarischen und publizistischen Kreisen war Schroeder bereits früh bekannt geworden, nachdem er 1889 das Pamphlet Vom papiernen Stil veröffentlicht hatte. Darin griff er abwegige und stilferne Typografie, Orthografie und Ausdrucksweise an. Das Buch rief unterschiedliche Reaktionen hervor, teils kritische und polemische, teils erfreute. Es blieb lange Zeit sehr populär und erlebte bis 1919 acht weitere Auflagen.
Mit Pindar hatte sich Schroeder bereits in seiner ersten wissenschaftlichen Arbeit (1878) beschäftigt. Während seiner Beschäftigung mit diesem Dichter trat auch Ulrich von Wilamowitz-Moellendorff mit ihm in Kontakt, der Schroeder in seinen Erinnerungen erwähnt. Schroeder untersuchte die Überlieferungsgeschichte der Pindar-Handschriften und bereitete eine kritische Ausgabe mit ausführlichem Apparat vor, die 1900 im Teubner-Verlag erschien. Sie wurde von der Fachwelt für die kritische Sichtung der Textzeugen gelobt. Da in den folgenden Jahren durch Papyrusfunde neue Pindarfragmente bekannt wurden, brachte Schroeder 1908 eine neue Ausgabe mit einer Auswahl dieser Fragmente heraus, die er in der zweiten (1914) und dritten Auflage (1930) überarbeitete. 1922 veröffentlichte er einen Kommentar zu Pindars pythischen Oden.
Entgegen der von Rudolf Westphal begründeten Sichtweise verstand Schroeder Pindars Verse als Ioniker, nicht als Daktyloepitriten. Während sich Friedrich Blass dieser These anschloss, widersprachen andere Forscher entschieden. Bereits auf der 47. Philologenversammlung in Halle an der Saale (Oktober 1903) widerlegte Hans von Arnim die Theorie mit schlagenden Argumenten; auf derselben Versammlung hielt Schroeder einen Vortrag über Pindars Metrik und beharrte auf seinem Standpunkt, wobei er auf die neusten Papyrusfunde heranzog. Später wandte sich besonders Paul Maas, der mit Schroeder seit seiner Promotion (1902) in Kontakt stand, gegen Schroeders Deutung und wies sie entschieden zurück. Dass diese Auseinandersetzung letztlich zu keinem Zerwürfnis führte, zeigen die Widmungen ausgewählter Arbeiten der beiden Gelehrten: Maas widmete seinen Aufsatz „Die neuen Responsionsfreiheiten bei Bakchylides und Pindar“ (1921) Schroeder zum 70. Geburtstag. Schroeders Widmung im Grundriß der griechischen Verslehre (1930) lautet: „Paulo Maas / adversario honesto / curarum socio / fideli amico“ („für Paul Maas, den aufrichtigen Gegner, Sorgengefährten, treuen Freund“). Schroeder setzte seine metrischen Studien bis ins hohe Alter fort und bemühte sich auch um Vermittlung zwischen konkurrierenden Theorien – hauptsächlich in seiner Schrift Über den gegenwärtigen Stand der griechischen Verswissenschaft (Naumburg 1912), die gleichzeitig in englischer Übersetzung von Paul Shorey in dessen Zeitschrift Classical Philology erschien.
Zu den attischen Bühnendichtern betrieb Schroeder keine Handschriftenstudien, sondern konzentrierte sich auf die Erklärung des Textes. Er legte mehrere Einzelstudien vor allem zu Euripides vor, unter anderem eine kritische Analyse der Teichoskopie in den Phönissen (1906). Sein größtes Interesse galt der Metrik, deren Kenntnis er für eine wichtige Voraussetzung ästhetischer Würdigung hielt. Er veröffentlichte nacheinander im Teubner-Verlag metrisch annotierte Ausgaben von Aischylos (1907, 1916), Sophokles (1907, 1923), Euripides (1910, 1928) und Aristophanes (1909, 1930). 1927 veröffentlichte Schroeder eine kommentierte Ausgabe der Vögel des Aristophanes, eines Stückes, das für die griechische Metrik und Musik des ausgehenden 5. Jahrhunderts v. Chr. eine wertvolle Quelle darstellt.
Neben der griechischen Dichtung beschäftigte sich Schroeder auch mit dem römischen Dichter Horaz, der die griechischen lyrischen Metren am vielfältigsten nachgebildet hatte. Schroeder gab ein metrisches Handbuch für Anfänger heraus, das die horazschen Versmaße erläuterte. Im Alter veröffentlichte er einen ausführlichen Kommentar zu den Gedichten des Horaz (1930).
Durch seine Studien zu den griechischen und römischen Dichtern war Schroeder ein ausgewiesener Kenner der Verslehre dieser Sprachen. Er legte seine Kenntnisse auch in systematischen Studien dar, wobei er verschiedene Schwerpunkte verfolgte: Er stellte die historische Entwicklung der griechischen Metrik dar und klärte die metrischen Begriffe historisch-systematisch. Sein Nomenclator metricus (1929), ein alphabetisch geordnetes Verzeichnis aller metrischen Fachbegriffe, trug wesentlich zur Klärung der sehr verworrenen und oft missdeuteten Terminologie bei und ist bis heute ein unersetztes Nachschlagewerk.

## Schriften (Auswahl)
- Studia Pindarica. Berlin 1878 (Schulprogramm)
- Bemerkungen zum Hildebrandsliede. Berlin 1880 (Symbolae Joachimianae I, S. 189–218; zugleich Dissertation, Jena)
- Vom papiernen Stil. Berlin 1889. 2. Auflage, Berlin 1891. 3. Auflage, Berlin 1892. 4. durchgesehene Auflage, Leipzig 1896. 5. durchgesehene Auflage, Leipzig 1902. 6. durchgesehene Auflage, Leipzig 1906. 7. durchgesehene Auflage, Leipzig 1908. 8. durchgesehene Auflage, Leipzig/Berlin 1912. 9. durchgesehene Auflage, Leipzig/Berlin 1919 (Digitalisat der 6. Auflage).
- Pindari Carmina. Leipzig 1900
- Heilig ist mir die Sonne. Montagsansprachen. Leipzig 1901. 2., vermehrte Auflage unter dem Titel: Heilig ist mir die Sonne. Montagsansprachen und Verwandtes. Berlin 1925
- De tichoscopia Euripidis Phoenissis inserta (Eur. Phoen. 103–192). Leipzig 1906 (Schulprogramm)
- Aeschyli Cantica. Leipzig 1907. Zweite Auflage, Leipzig 1916
- Sophoclis Cantica. Leipzig 1907. 2. Auflage, Leipzig 1923
- Vorarbeiten zur griechischen Versgeschichte. Leipzig 1908
- Pindari Carmina cum fragmentis selectis. Leipzig 1908. 2. Auflage, Leipzig 1914; mit Anhang, Leipzig 1923. 3. Auflage, Leipzig 1930
- Aristophanis Cantica. Digessit stropharum popularium appendiculam adiecit. Leipzig 1909. 2., verbesserte Auflage, Leipzig 1930
- Euripidis Cantica fragmento Grenfelliano adiecto. Leipzig 1910. Zweite Auflage, Leipzig 1928
- Horazens Vermaße. Für Anfänger erklärt. Leipzig 1911
- Über den gegenwärtigen Stand der altgriechischen Verswissenschaft. Naumburg 1912 (Schulprogramm)
- Pindars Pythien. Erklärt von Otto Schroeder. Leipzig/Berlin 1922
- Aristophanes: Die Vögel. Neue Bearbeitung. 4. Auflage, Berlin 1927 (Ausgewählte Komödien des Aristophanes 4; Erstausgabe von Theodor Kock 1864)
- Griechische Singverse. Leipzig 1924 (Philologus. Supplement-Band 17, Heft 2)
- Nomenclator metricus. Alphabetische geordnete Terminologie der griechischen Verswissenschaft. Heidelberg 1929
- Grundriss der griechischen Versgeschichte. Heidelberg 1930
- Horaz: Kommentar. Bielefeld 1930